# Nueva Canción Chilena

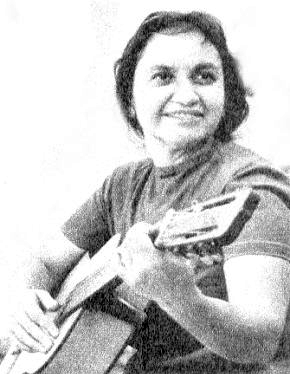
Cantora e compositora, Violeta Parra

Nueva Canción Chilena foi um movimento musical que se consolidou no Chile no final da década de 1960. Baseou-se na recuperação da música folclórica incorporando instrumentos e ritmos de toda a região hispanoamericana. Entre seus antecedentes, podem-se citar importantes folcloristas, compositores e investigadores como Violeta Parra, Margot Loyola, Gabriela Pizarro e Héctor Pavez. Também merece destaque a influência de poetas como Pablo Neruda e Nicanor Parra e compositores de outros países latinoamericanos como o argentino Atahualpa Yupanqui e o cubano Carlos Puebla. Quase todos os seus integrantes apoiaram o governo de Salvador Allende e foram perseguidos pela ditadura militar instalada pelo golpe militar de 1973.
No início, foi um grande movimento de renovação folclórica, onde elementos tradicionais se mesclaram com inovações musicais, teve caráter eminentemente massivo e era conhecido como "Neofolclor", nessa fase destacaram-se intérpretes como Patricio Manns e Rolando Alarcón.
Dentre os compositores desse movimento, merece especial destaque o nome de Victor Jara.
Em julho de 1969, esse movimento passou a ser conhecido como "Nueva Canción Chilena", quando a Vice reitoria de Comunicações da Universidade Católica do Chile organizou o Primeiro Festival da Nueva Canción Chilena.
Posteriormente, a Nueva Canción incorporou elementos da música erudita e surgiram as "cantatas", dentre as quais se destacou a "Cantata Popular Santa María de Iquique", interpretada pelo grupo Quilapayún. Além do Quilapayún, também merecem destaque outros conjuntos musicais como o Inti Illimani e o Illapu.
O movimento foi seriamente abalado pelo golpe militar de 11 de setembro de 1973, mas continuou com alguns de seus integrantes atuando no exílio. Nessa fase se desenvolveu um novo estilo conhecido como "Canto Nuevo".

## Ligações Externas
- Discoteca del Cantar Popular - DICAP
- Relação de compositores e interpretes da Nueva Canción Chilena